# 中和镇 (延寿县)
中和镇是中国黑龙江省哈尔滨市延寿县下辖的一个镇，位于延寿县城东南。

## 行政区划
现辖：
中和村、先锋村、万江村、胜利村、崇和村和富荣村。